# Кельн 75
«Кельн 75» — німецько-польсько-бельгійський музично-драматичний фільм 2025 року режисера Ідо Флука. Фільм розповідає історію Віри Брандес, підліткової покровительки кельнської музичної сцени 1970-х років, яка планує організувати концерт Кіта Джарретта у Кельні, що згодом стало альбомом «The Köln Concert». У головних ролях зіграли Мала Емде та Джон Магаро.
Фільм випущено до 50-ї річниці концерту. Роботу відібрано до спеціальної гала-секції «Берлінале» 75-го Берлінського міжнародного кінофестивалю, а його світова прем'єра відбулася на фестивалі 16 лютого 2025 року. Кінотеатральний реліз відбувся 13 березня 2025 року в німецьких кінотеатрах.

## Сюжет
Учениця старшої школи Віра Брандес живе в будинку своїх консервативних батьків у Кельні. Вона мало цікавиться школою, проте набагато більше цікавиться джазом. Вечорами вона проводить час у кафе-морозиві «Campi», або на інших кельнських джазових майданчиках. У свої 16 років вона організовує турне по Німеччині для тріо Ронні Скотта. У 1973 році, всупереч волі свого суворого батька, стоматолога, вона їде на Берлінський джазовий фестиваль, де вперше бачить і чує джазового піаніста Кіта Джарретта, й вирішує привезти його до Кельна на концерт у рамках серії «Новий джаз у Кельні», який сама й організовує.
Вісімнадцятирічна дівчина бронює квитки до Кельнської опери на 24 січня 1975 року на свій страх і ризик, маючи наперед внести 10 000 німецьких марок. Але технічні та логістичні проблеми загрожували зірвати важливу подію: замість замовленого та обіцяного концертного рояля Bösendorfer 290 Imperial був доступний лише маленький, неналаштований рояль зі зламаною педальною панеллю та кількома застряглими клавішами. Піаніст відмовляється грати на цьому інструменті. У день заходу Брандес докладає зусиль, щоб знайти кращий інструмент. Вона справді знайшла його неподалік. Однак в останню хвилину їй порадили утриматися від катастрофічного транспортування цінного заміненого рояля. Натомість два настроювачі роялів поруч зі сценою, поряд з репертуарною вечірньою виставою театру «Lulu», привели інструмент у кращий стан.
Брандес вмовляє Джарретта виступити. Таким чином, сольний концерт, який стане значною подією в історії музики, відбувається: легендарний та надзвичайно успішний Кельнський концерт. Поки Джарретт грав перед аудиторією в 1400 осіб, виснажена Брандес залишається в сусідніх залах Кельнської опери. Задумливо вона відкидає шматок меблевої тканини та виявляє під ним обіцяний майданчиком «Безендорфер Імперіал».
Ще одна сюжетна лінія розповідає про напружену нічну подорож Джарретта та його продюсера Манфреда Айхера на Renault 4 з Лозанни до Кельна в супроводі музичного журналіста Майкла Воттса.

## У ролях
- Мала Емде — Віра Брандес, німецька організаторка концертів
- Сюзанна Вольф — Віра Брандес у 50-річному віці
- Джон Магаро — Кіт Джарретт, американський джазовий піаніст
- Майкл Чернус — Майкл «Мік» Воттса, американський журналіст «Melody Maker»
- Александр Шеєр — Манфред Айхер, німецький продюсер та засновник «ECM Records»
- Ульріх Тукур — доктор Брандес, батько Віри
- Йордіс Трібель — Ільза Брандес, мати Віри

## Виробництво
Режисер фільму й автор сценарію — Ідо Флук. Оператором-постановником став Єнс Гарант, музику написали Стефан Русконі та Губерт Валковскі, монтажем займалася Аня Сіменс.
Основні зйомки розпочалися 5 жовтня 2023 року на локаціях у Німеччині та Польщі. Зйомки завершилися 3 листопада 2023 року в Північному Рейні-Вестфалії. Сцени фільму, дія яких відбувалася в Кельнській опері, зняли в Лодзькому оперному театрі.
Фільм випустила компанія «Alamode Filmdistribution» — показ у кінотеатрах Німеччини розпочався 13 березня 2025 року. У Швейцарії релізом займалася компанія «Polyfilm». Роботу заявили для участі в 53-му Норвезькому міжнародному кінофестивалі в основній програмі 16 серпня 2025 року.